# MTV (Ásia)
MTV Ásia foi um canal de televisão por assinatura pan-asiático voltado ao público jovem, operado pela Paramount International Networks, subsidiária da Paramount Global. O canal era transmitido para a região sudeste da Ásia, incluindo Singapura, Malásia, Hong Kong, Indonésia, Tailândia e Vietnã. 

## História
A MTV foi transmitida na Ásia entre 1991 e 1994 através de uma parceria com a STAR TV, de propriedade da News Corporation e sediada em Hong Kong. Desfeita a parceria, o canal foi substituído pelo Channel V.
A MTV Networks relançou a MTV na Ásia em 5 de maio de 1995 com um sinal em língua inglesa, antecedido pelo lançamento da MTV Mandarim em 21 de abril. A PolyGram se tornou sócia do canal ao adquirir 50% de participação acionária, reduzindo para 26% em meados de 1999.
Em 2002, o primeiro MTV Asia Awards foi realizado com apresentação de Mandy Moore e Ronan Keating, alcançando a audiência de 150 milhões de espectadores pela Ásia.
De 1º de maio de 2021 até 1º de setembro de 2022, a programação original do canal foi reduzida para 8 horas diárias, indo ao ar 16:00 até 00:00, deixando a transmissão simultânea da MTV Live no restante dos horários.
Em 1º setembro de 2022, o canal foi extinto e substituído pelos canais MTV Live na Malásia e pelo MTV 90s nos outros países como parte da reestruturação da Paramount Networks EMEAA e do lançamento do serviço Paramount+ na região em 2023.

## Programação

### Musicais
- Chart Attack
- K-Wave
- MTV Hits
- MTV Musika
- MTV Rewind
- Hot Right Now!
- High Definition Hits
- MTV World Stage
- MTV Unplugged
- SBS The Show

### Animação
- Usavich

### Variedades
- 16 and Recovering
- Catfish: The TV Show
- Celeb Ex In The City
- Deliciousness
- Ex On The Beach
- Ghosted: Love Gone Missing
- Just Tattoo of Us
- MTV Cribs Collection
- My Life On MTV
- Revenge Prank
- Ridiculousness
- Safeword
- Wild N Out
- The Hills
- Yo MTV Raps (2022)